# Inonotus tamaricis
Inonotus tamaricis (Pat.) Maire 1938 es una especie de hongo de la familia Hymenochaetaceae. Se trata de un patógeno de las plantas que crece sobre especies del género Tamarix y se puede encontrar en el sur de Europa, norte de África, Oriente Próximo, Senegal, sur de Asia y China oriental.

## Etimología
El nombre Inonotus proviene del griego “ινώ, ino”, que significa hilo (aquí por “fibroso”) y “οὖς, ὠτός oûs, ōtós”, que significa oreja; tamaricis procede de Tamarix, género tipo de la familia tamaricaceae.

## Sinonimia[2]
Inocutis tamaricis (Pat.) Fiasson & Niemelä 1984
Xanthochrous tamaricis Pat. (1904)
Polyporus tamaricis (Pat.) Sacc. & D.Sacc. (1905)
Xanthochrous rheades subsp. tamaricis (Pat.) Bourdot & Galzin (1925)

## Advertencia
Este artículo procede de la traducción de Inonotus tamaricis, de Wikipedia en inglés, publicada por sus editores bajo la Licencia de documentación libre de GNU y la Licencia Creative Commons Atribución-CompartirIgual 3.0 Unported.
Este artículo relacionado Agaricomycetes es un esbozo. Puede usted ayudar a Wikipedia ampliándolo.
Este artículo relacionado la fitopatología es un esbozo. Puede usted ayudar a Wikipedia ampliándolo.
- Datos: Q6036581
- Multimedia: Inocutis tamaricis / Q6036581